# AIDA

Gráfico del embudo de ventas que representan en el idioma inglés la sigla AIDA.

El término AIDA es un modelo clásico que describe los efectos que produce secuencialmente un mensaje publicitario. La palabra «AIDA» es un acrónimo que se compone de las siglas de los conceptos en inglés de atención (attention), interés (interest), deseo (desire) y acción (action). Estos cuatro términos ilustran los objetivos secundarios de una campaña de marketing.
Son cuatro escalones que el cliente debe «subir», ordenada y progresivamente, para tomar la decisión de comprar un producto (bien o servicio). AIDA fue enunciado por Elias St. Elmo Lewis en 1898; primero, con sólo tres escalones, y finalmente, incluyó la acción, como elemento fundamental.
Los elementos publicitarios, como escaparates, PLV... deben conseguir, con respecto a su audiencia: en primer lugar, captar la atención, después despertar el interés por el artículo o la oferta, seguidamente despertar el deseo de adquisición y, finalmente, provocar a compra o reaccionar al mensaje.

## Atención
La atención es la polarización de los sentidos sobre un punto, la aplicación de la mente a un objeto; es despertar la curiosidad. 
Ante los millares de estímulos que ofrece la vida cotidiana, las personas reaccionan respondiendo a las que están relacionadas con su propia actividad y desestimando los demás. 
¿Cómo se capta la atención?. La atención se otorga a aquello que tiene relación con nosotros. Todo lo que afecte a nuestro «yo» es objeto de atención: puede significar peligro o beneficio; puede que sea halagüeño u ofensivo. Una frase como: "Pienso que usted podría sacar un beneficio mayor si...", "¿Me permite que le explique...?", o bien, "Usted podría disminuir sus pérdidas (o sus gastos) en concepto de...", llaman la atención de forma poderosa. 
También se puede captar la atención con algo que está fuera de lugar; por ejemplo, un gato sobre el teclado del PC, o bien con algo que no está donde debiera estar, como puede ocurrir con el jabón en el cuarto de estar. Sin embargo, se debe tener cuidado con estos impactos; deben tener relación con la venta. Un vendedor de zapatos seguro que captará la atención de su cliente si se presenta vestido de Piel Roja, pero será muy difícil que venda algún par. 
En la venta personal, la atención se capta con cortesía y respeto, con el lenguaje corporal y facial, con una sonrisa, con una clara demostración de interés por el interlocutor y sus intereses, con empatía, haciéndole ver que se ha comprendido su preocupación.

## Interés
Despertar el interés es lo que se pretende al captar la atención. Se puede definir como una atención continuada, como una forma de curiosidad no satisfecha. El diccionario dice que es una "inclinación hacia una persona o cosa" y hasta cierto punto esta acepción también es válida en ventas.
¿Cómo se despierta el interés? Alguien que sabe escuchar y comprender, puede aportar algo positivo. El interés se debe despertar con una oferta. Es importante que el interés se oriente hacia el producto y los servicios que brinda, especialmente en su capacidad de satisfacer las necesidades del comprador. Una forma frecuente de despertar interés es contando historias de otros clientes satisfechos.
En la venta personal, es negativo o poco positivo que el interés del cliente se centre en la facilidad de expresión del vendedor o en otro aspecto de su persona. Lo mejor es dejar hablar al comprador potencial. Escuchar activamente con los oídos y con los ojos. Atender y entender sus objeciones y sugerencias, que servirán de guía para retornar a la línea de argumentación. Hacerle saber que obtendrá un beneficio o evitará una pérdida con el producto o servicio le mantendrá interesado.

## Deseo
El deseo de poseer el producto es consecuencia de una buena demostración. Este paso consiste en mostrar y convencer. Una demostración es exponer el producto en uso, destacando los beneficios que proporcionará al comprador. Crear la sensación de que ya tiene el producto, que ya tiene la solución que le brinda el producto. Esto produce una segunda sensación, esta vez de ansiedad o temor de perder el producto, de perder la solución a su problema, de perder la satisfacción de tener la solución de un problema... si no decide comprar.
En la venta personal, si no es posible hacer funcionar el producto (porque no se trata de tangibles sino de un servicio) hay que mostrar sus efectos con gráficos, folletos, números, audiovisuales, planos, mapas, testimonios, etc. 
¿Cómo se consigue despertar el deseo? El deseo como apetencia natural por poseer artículos que solucionan problemas y facilitan el acceso a la felicidad existe de forma natural, espontánea. El deseo de comprar existe de forma natural. A casi todo el mundo le resulta más grato comprar que vender. Para estimular el deseo se ofrecen descuentos o se limita la oferta a un período relativamente corto.

## Acción
La acción se concreta en la adquisición del bien o servicio ofrecido. El mensaje debe conducir a la acción; precisamente a la acción de comprar.
Después de solventar todas las objeciones para inducir la acción de comprar se puede ofrecer la opción de reembolso o devolución.
También, se puede tomar como una acción cuando una persona descargo un folleto, hizo una llamada telefónica, se unió a su boletín informativo, etc.

## AIDCA y NAICDASE
Algunos autores modernos añaden un quinto peldaño, antes de llegar a la acción: C de convicción. Los publicistas y profesionales de marketing quieren conseguir clientes duraderos; si el cliente potencial está convencido, la fidelización es una meta cercana.
Christian Betancur propone un proceso más completo: el modelo NAICDASE, que comienza por la identificación de una Necesidad (una oportunidad o un problema del cliente en perspectiva). Tras la Atención y el Interés, debe nacer en él la Confianza (sin ella, el cliente difícilmente seguirá adelante hacia el Deseo y la Acción de compra). El proceso no termina con la compra, pues esta no es la meta del cliente: por eso, las dos etapas finales son la Satisfacción de las necesidades previamente identificadas y acordadas, y la Evaluación por parte del cliente acerca de todo el proceso. Si es positiva, llevará a la recompra y a la recomendación a otros.
Según este autor, la Confianza es un elemento clave en el proceso, y debe lograrse a través de estos seis ingredientes importantes:
1. La imagen personal y del negocio (incluido el apoyo de la marca al vendedor y a su empresa).
2. La empatía con este cliente.
3. El profesionalismo, que se demuestra por el conocimiento del producto y el manejo de todo el proceso, desde el punto de vista del cliente, no de la empresa.
4. La ética sin excepciones.
5. La superioridad competitiva (para resolver las necesidades y requerimientos de este cliente).
6. Finalmente, el compromiso durante todo el proceso orientado hacia la satisfacción del cliente.

La confianza es el pegamento que une a la sociedad y construye relaciones sólidas y fiables.